# ورخنی سایدیس
ورخنی سایدیس (به لاتین: Verkhny Saydys) یک منطقهٔ مسکونی در روسیه است که در جمهوری آلتای واقع شده‌است.